# Michael Anthony
Michael Anthony Sobolewski conhecido apenas como Michael Anthony ou Mike Anthony (Chicago, 20 de junho de 1954) é um músico americano. 
É mais conhecido como baixista da banda de Hard rock, Van Halen. 
Permaneceu no grupo de 1974 a 2005. A partir daí Mike, como é chamado, participa das turnês solo de Sammy Hagar, e recentemente se envolveu em um projeto musical ao lado de Sammy, Joe Satriani e Chad Smith sob o nome de Chickenfoot e um álbum do mesmo nome lançado em 2009.
Uma característica marcante dele é um modelo de baixo Custom que imita uma garrafa do Whisky Jack Daniel's.

## Discografia
Van Halen
- Van Halen (1978)
- Van Halen II (1979)
- Women and Children First (1980)
- Fair Warning (1981)
- Diver Down (1982)
- 1984 (1984)
- 5150 (1986)
- OU812 (1988)
- For Unlawful Carnal Knowledge (1991)
- Balance (1995)
- Van Halen III (1998)

Chickenfoot
- Chickenfoot (2009)
- Chickenfoot III (2011)